# Delias mayrhoferi
Delias mayrhoferi is een vlindersoort uit de familie van de Pieridae (witjes), onderfamilie Pierinae.
Delias mayrhoferi werd in 1939 beschreven door O. Bang-Haas.